# Rozhraní
Rozhraní (en allemand : Rossrein) est une commune du district de Svitavy, dans la région de Pardubice, en République tchèque. Sa population s'élevait à 310 habitants en 2024.

## Géographie
Rozhraní se trouve sur la rive gauche de la Svitava, à 18 km au sud-sud-est de Svitavy, à 73 km au sud-est de Pardubice et à 160 km à l'est-sud-est de Prague.
La commune est limitée par Chrastavec et Brněnec au nord, par Letovice à l'est, par Stvolová au sud et par Študlov à l'ouest.

## Histoire
La première mention écrite du village date de 1200.

## Transports
Rozhraní est desservi par la ligne de chemin de fer Brno – Česká Třebová et la route nationale 43 ou route européenne 461.
Par la route, Rohozná se trouve à 6 km de Březová nad Svitavou, à 24 km de Svitavy, à 50 km de Brno, à 89 km de Pardubice et à 204 km de Prague.

## Galerie

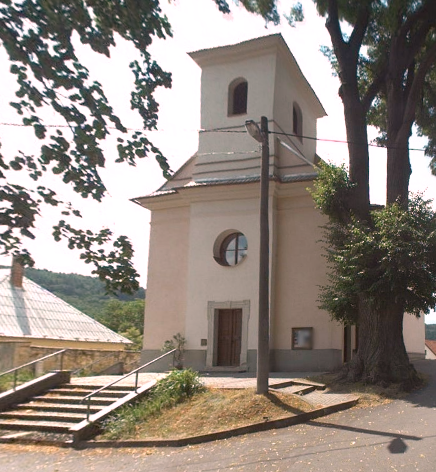
Église de Rozhraní.
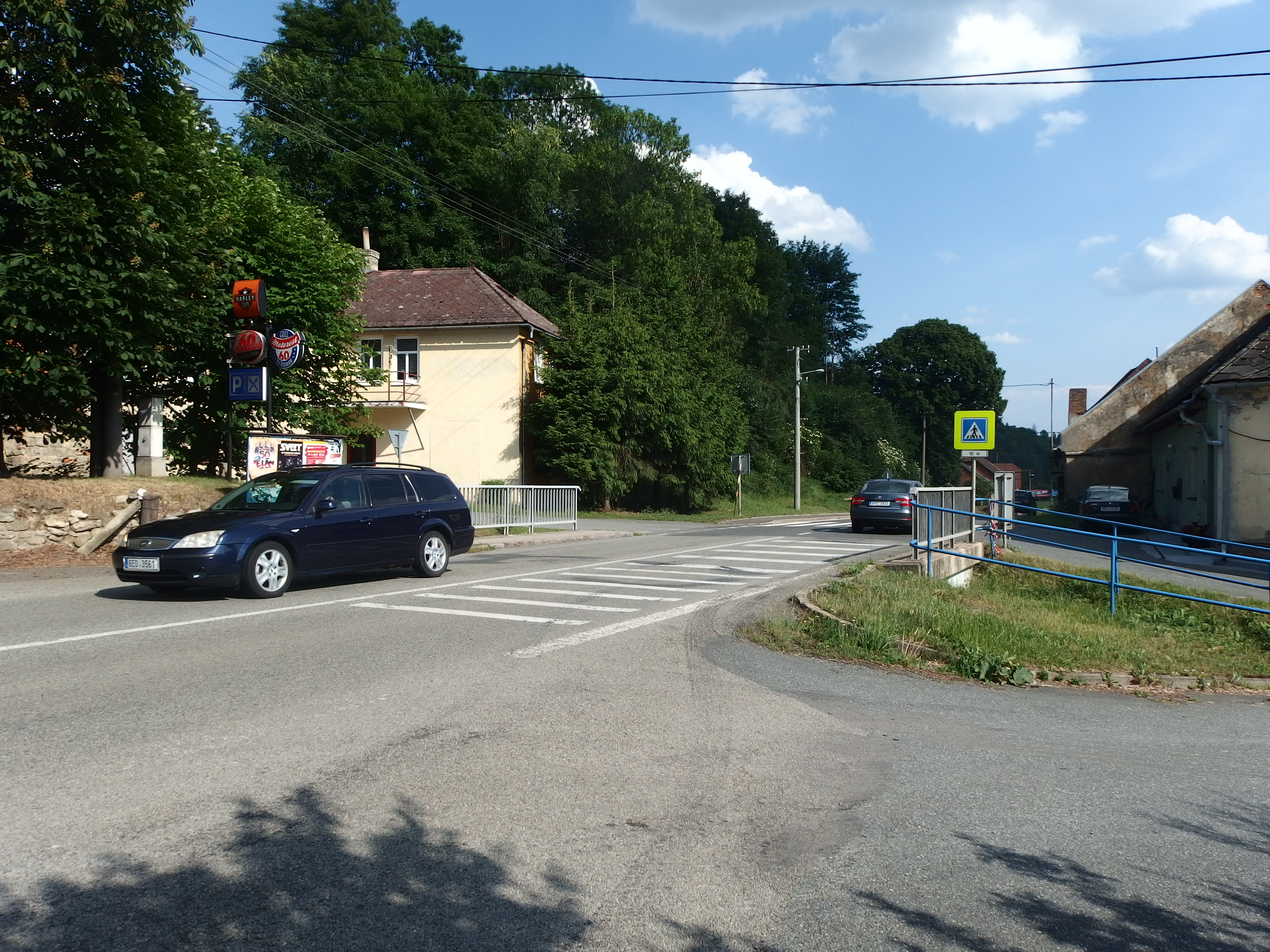
Rozhraní : route de Brno.